# Quốc kỳ Hoa Kỳ
Quốc kỳ Hoa Kỳ (tiếng Anh: Flag of the United States of America), cũng gọi là Quốc kỳ Mỹ là lá cờ chính thức đại diện và là một biểu tượng quan trọng cho Hợp chúng quốc Hoa Kỳ.
Quốc kỳ này là nguồn gốc cho tên gọi "Hoa Kỳ" hay cụm từ "Đất nước cờ hoa" trong tiếng Việt.

## Tên gọi
Theo tiếng Anh, quốc kỳ Hoa Kỳ có tên là Stars and Stripes (Cờ sọc sao) hoặc có tên gọi là Old Glory (Vinh quang cũ).

## Ý nghĩa

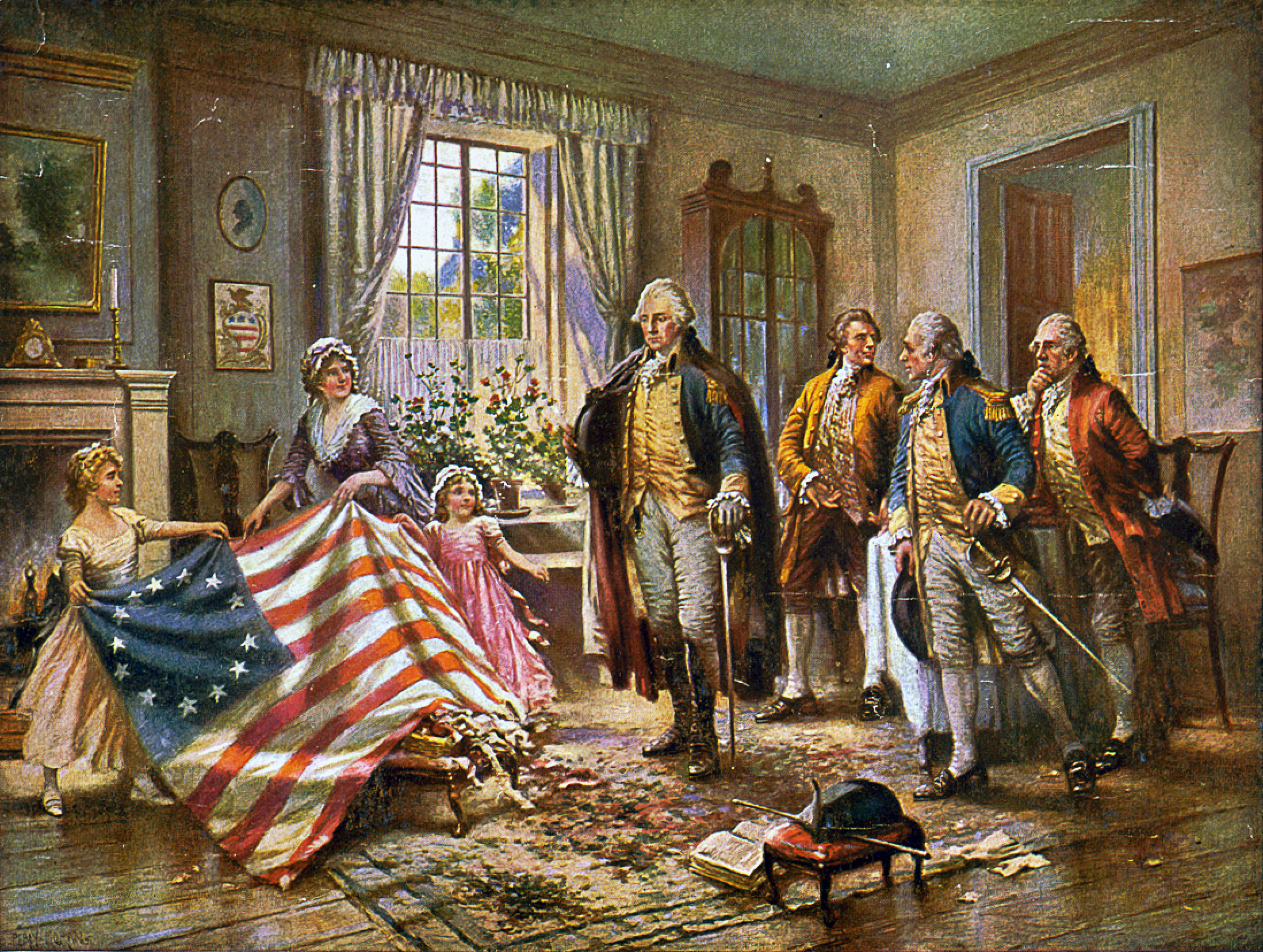
Tranh vẽ Betsy Ross trình bày lá cờ với George Washington (Tranh vẽ của Edward Percy Moran, năm 1917)

Tại Hoa Kỳ, quốc kỳ có một ý nghĩa quan trọng trong đời sống tinh thần. Quốc kỳ Hoa Kỳ trở thành biểu tượng của tự do. Lá cờ đầu tiên của Hoa Kỳ gồm có 13 ngôi sao và 13 sọc tượng trưng cho 13 tiểu bang thuộc địa thời bấy giờ. Quốc kỳ Hoa Kỳ có hai phần. Một phần nhỏ ở góc trái trên cùng có hình ảnh của 50 ngôi sao trên nền màu xanh dương, tượng trưng cho 50 tiểu bang hiện tại. Phần chính gồm 7 sọc đỏ và 6 sọc trắng, tượng trưng cho 13 tiểu bang sơ khai. Ý nghĩa của ba màu xanh, trắng, đỏ trên lá cờ Hoa Kỳ vẫn không thay đổi cho đến hiện nay. Màu đỏ tượng trưng cho lòng dũng cảm và nhiệt huyết, màu trắng nói lên niềm hy vọng trong sáng, nét tinh khiết của cuộc sống và tinh thần kỷ luật, trong khi màu xanh là hiện thân của màu sắc thiên đàng, biểu tượng của Thượng đế, lòng trung thành, niềm chân thành, công lý, và chân lý. Ngôi sao, theo như biểu tượng xa xưa trong văn hóa Ấn Độ, Ba Tư, và Ai Cập, tượng trưng cho chủ quyền. Trên lá cờ Hoa Kỳ, mỗi một ngôi sao tượng trưng cho chủ quyền của một tiểu bang, do đó ngày nay lá cờ Mỹ gồm có 50 ngôi sao tượng trưng cho 50 tiểu bang, trong khi số sọc trên lá cờ vẫn được giữ ở con số 13, tượng trưng cho 13 tiểu bang đầu tiên của ngày lập quốc. Lễ chào cờ có ý nghĩa quan trọng cho mỗi công dân Hoa Kỳ vì nó nói lên lòng trung thành với tổ quốc.
- Tổng thống George Washington của Hoa Kỳ từng diễn giải biểu tượng của lá quốc kỳ như sau:

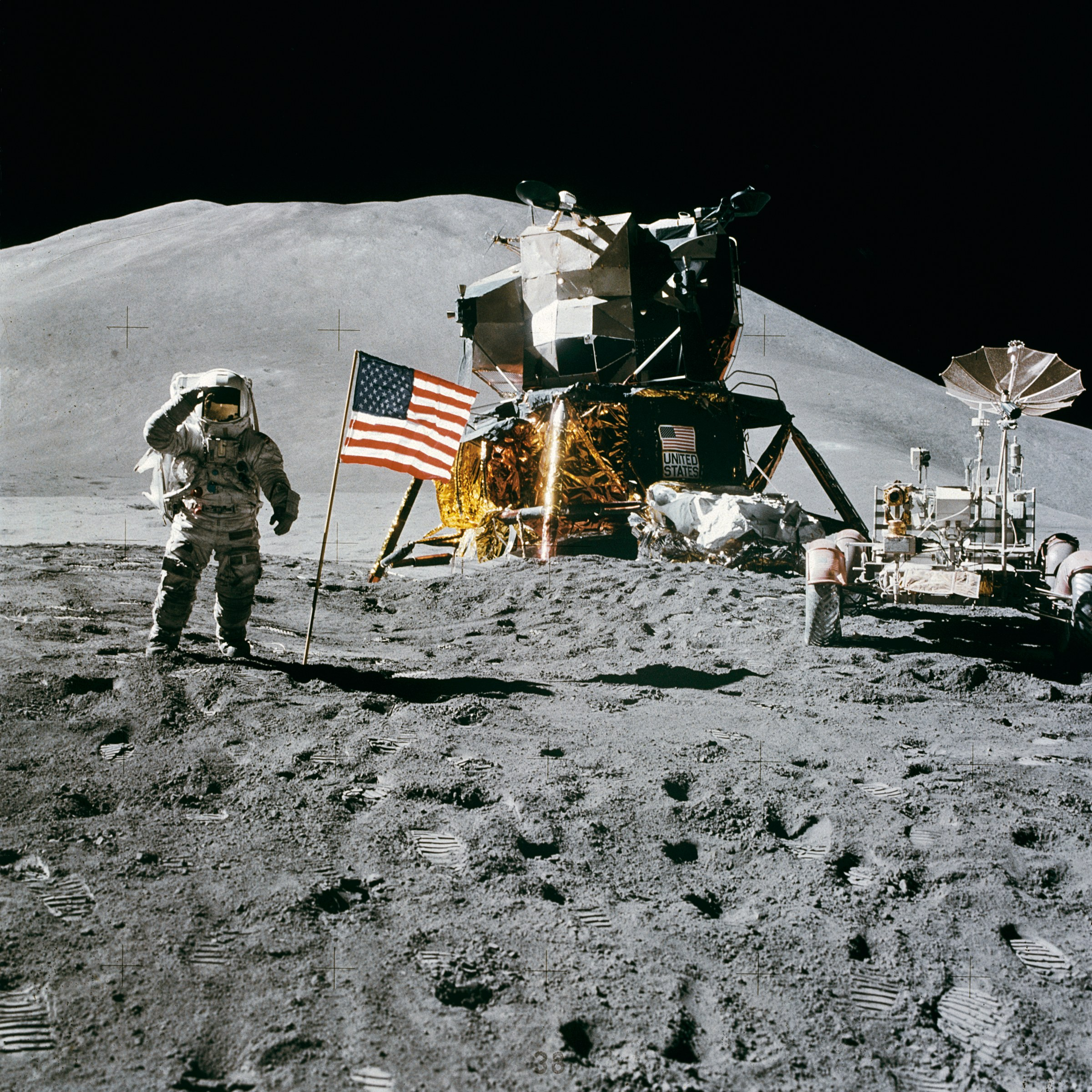
Quốc kỳ Hoa Kỳ được các phi hành gia của tàu Apollo 15 cắm trên Mặt Trăng ngày 1 tháng 9 năm 1971

| “                   | Chúng ta lấy các tinh tú từ Thiên đàng, và màu đỏ từ mẫu quốc, được phân chia bằng các sọc trắng, để chứng tỏ rằng chúng ta đã tách rời khỏi mẫu quốc, và những sọc trắng sẽ được truyền lại cho thế hệ mai sau như là biểu tượng của Tự do. | ” |
| — George Washington | |   |

## Lịch sử
Đối với dân chúng Hoa Kỳ, lá cờ Mỹ là một biểu tượng quan trọng. Trong Cách mạng Mỹ, George Washington yêu cầu Betsy Ross may một lá cờ để động viên tinh thần binh sĩ của mình. Lá cờ này có 13 vạch, 7 vạch đỏ, 6 vạch trắng và ở một góc lá cờ có 13 ngôi sao trắng trên nền xanh tượng trưng cho 13 bang.
So với lịch sử lập nước của nhiều quốc gia trên thế giới, Hoa Kỳ được xem là một quốc gia tương đối trẻ. Tuy nhiên, lá cờ Hoa Kỳ lại là một trong ba lá quốc kỳ lâu đời nhất, với tuổi thọ nhiều hơn lá quốc kỳ của hai cường quốc là Pháp và Anh. Ngày 14 tháng 6 năm 1777, lá cờ này đã trở thành Quốc kỳ của một Quốc gia độc lập có chủ quyền - Hợp chúng quốc Hoa Kỳ. Cứ mỗi bang mới nhập, lá cờ lại có thêm một ngôi sao. Ngày nay lá cờ Mỹ, có tên gọi là Old Glory hoặc Stars and Stripes, được thấy khắp mọi nơi trên đất Hoa Kỳ. Ngoài ra, mỗi một bang ở Hoa Kỳ đều có cờ riêng của mình. Cờ mỗi bang đều có hình hoặc biểu tượng đặc thù của tiểu bang.

## Thiết kế
|  |

## Sử dụng
Ngày nay lá cờ Mỹ, có tên gọi là Old Glory hoặc Stars and Stripes, được thấy khắp mọi nơi trên đất Hoa Kỳ. Các cơ quan của chính quyền, các trường học luôn có quốc kỳ bay phấp phới trên cột cờ, còn dân chúng thì nhiều người thường treo cờ trước cửa nhà riêng đặc biệt là vào dịp Lễ Quốc khánh ngày 4 tháng 7. Học sinh bắt đầu một ngày mới ở trường bằng lời tuyên thệ trung thành với tổ quốc trước lá cờ; các buổi lễ của chính quyền thường được bắt đầu bằng lời chào cờ rất trang trọng: "Tôi xin thề trung thành với lá cờ của Hợp chúng quốc Hoa Kỳ, và với nền Cộng hòa mà lá cờ đại diện. Một quốc gia dưới Thượng đế, không bị chia cắt, với tự do và công lý cho mọi người" (nguyên văn: I pledge allegiance to the flag of the United States of America, and to the Republic for which it stands. One nation under God, indivisible, with liberty and justice for all). Khi một nhân vật quan trọng (ví dụ như Tổng thống) qua đời người ta thường treo cờ rủ. Khi một chiến binh hy sinh, linh cữu được phủ bằng lá cờ tổ quốc và sau tang lễ lá cờ đó được trao lại cho gia đình. 
Hàng năm vào ngày 14 tháng 6 - Flag Day (cờ Hoa Kỳ được quốc hội chính thức công nhận vào ngày 14 tháng 6 năm 1777), người dân Mỹ lại trân trọng tưởng nhớ đến lá quốc kỳ. Các cơ quan chính phủ từ cấp liên bang cho đến địa phương đều có lễ tưởng niệm nhắc đến quá trình hình thành lá quốc kỳ mà người dân Hoa Kỳ có được ngày hôm nay.
Luật liên bang có đề ra một số quy định trong việc treo cờ và sử dụng hình tượng quốc kỳ, điển hình như: mọi người dân phải xem quốc kỳ là biểu tượng thiêng liêng, không được vẽ bậy, để chạm đất, dùng để trang trí hay quảng cáo. Lá cờ phải luôn được giữ gìn sạch sẽ, treo ở nơi có ánh sáng. Nếu khi lá cờ đang tung bay mà bị rách thì phải hạ xuống để thay lá cờ mới.

## Hình ảnh những quốc kỳ Hoa Kỳ trong lịch sử

1776–1777 (Grand Union)
1777–1795 (13 sao)
1795–1818 (15 sao)
1818–1819 (20 sao)
1819–1820 (21 sao)
1820–1822 (23 sao)
1822–1836 (24 sao)
1836–1837 (25 sao)
1837–1845 (26 sao)
1845–1846 (27 sao)
1846–1847 (28 sao)
1847–1848 (29 sao)
1848–1851 (30 sao)
1851–1858 (31 sao)
1858–1859 (32 sao)
1859–1861 (33 sao)
1861–1863 (34 sao)
1863–1865 (35 sao)
1865–1867 (36 sao)
1867–1877 (37 sao)
1877–1890 (38 sao)
1890–1891 (43 sao)
1891–1896 (44 sao)
1896–1908 (45 sao)
1908–1912 (46 sao)
1912–1959 (48 sao)
1959–1960 (49 sao)
1960–hiện tại (50 sao)
Tương lai (51 sao)

## Các lá cờ khác
| Cờ Tổng thống Hoa Kỳ |
| Cờ Tổng thống Hoa Kỳ |

| Cờ Phó tổng thống Hoa Kỳ |
| Cờ Phó tổng thống Hoa Kỳ |

| Cờ Đại sứ Hoa Kỳ |
| Cờ Đại sứ Hoa Kỳ |

| Cờ Quản lý Đại dương và Khí quyển (National Oceanic and Atmospheric Administration) |
| Cờ Quản lý Đại dương và Khí quyển (National Oceanic and Atmospheric Administration) |

| Cờ Di trú và Hải quan Hoa Kỳ (U.S. Immigration and Customs Enforcement) |
| Cờ Di trú và Hải quan Hoa Kỳ (U.S. Immigration and Customs Enforcement) |

| Cờ Lục quân Hoa Kỳ |
| Cờ Lục quân Hoa Kỳ |

| Cờ Không quân Hoa Kỳ |
| Cờ Không quân Hoa Kỳ |

## Cách gấp cờ

Cách gấp một lá cờ khi không sử dụng

Mặc dù không phải là thủ tục chính thức, nhưng theo thông lệ quân đội Hoa Kỳ, cờ nên được gấp lại thành một hình tam giác vuông cân khi không sử dụng. Cách gấp cờ như hình bên:

## Các lá cờ tương tự

Quốc kỳ Malaysia
Quốc kỳ Liberia